# 施耐德CA1坦克
施耐德CA1坦克（法語：Char Schneider CA1）是法國在第一次世界大战中研製的第一种坦克。

## 研發過程

### 最初設計
當法國軍方決定要發展鐵絲網破壞車後，軍備局於1915年1月購買了兩輛不同型號的霍爾特牽引車交予施耐德公司研發，施耐德公司是當時法國一家大型軍火生產商，接到法國軍方要求開發一種重型火炮的牽引車的指示後，就派出公司的總設計師尤金·布萊爾為這一個項目進行研發。
兩種牽引車分別為霍爾特15噸牽引車（Track-laying Holt Tractor）與嬰孩式霍爾特牽引車（Baby Holt）。前者比較大型，履帶在車後部推進，前方則以小車輪來控制車輛方向；後者較新型但也較為短小，且為全履帶，操控上比較簡便與靈活。經評估決定以嬰孩式霍爾特牽引車作為車輛底盤。1916年6月16日公開展示給法國總統觀閱示範後，施耐德公司就再得到多10輛嬰孩式霍爾特牽引車的訂單。其後就根據最初的設計規範，於在霍爾特牽引車的底盤上裝置裝甲板車身以及一挺自衛機槍，最後在1915年12月9日製造出首批的10輛試驗車，並進行穿越鐵絲網的測試。

### 埃斯蒂安的參與
在1915年12月9日進行測試時，貝當將軍及他的下屬尚·巴普提斯特·尤金·埃斯蒂安上校亦在場。埃斯蒂安上校是當時法軍中非常優秀的砲兵專家及工程師，是法軍中少數有遠見有現代戰爭概念的職業軍人。埃斯蒂安上校對測試結果感到非常好，認為這一輛戰車的在惡劣地形下的運動性依然良好，只是因車身長度不足，並不能越過德軍的戰壕，所以他就想到要求施耐德公司在開發時加入他的想法。
埃斯蒂安在1915年12月12日至參謀本部提出建立以裝備了這一款新型的戰車的裝甲部隊。在1916年1月31日，陸軍統帥霞飛將軍提出訂購400輛埃斯蒂安上校參與設計的新型坦克，而正式的生產命令則於同年2月25日發出。受到埃斯蒂安上校的影響，當時的設計已經大幅改變，其中車的底盤不再是用嬰孩式而改用75hp式，而且整體的外型亦與試驗車大大不同。最後，這一種每輛價值56,000法郎的CA1，在1916年9月5日正式出廠。

## 特徵
施耐德CA1在车体右侧设有一门75mm口径M1915战壕迫擊砲，在車體左右兩側各設置一挺8mm霍奇基斯M1914機槍，車首以大角度向前傾斜大幅度凸出於底盤之外，並在最前方裝置一具鋼纜剪，作為破壞並推開鐵絲網之用。車內空間非常狹窄且低矮，底板至車頂高度只有0.9米，車組乘員6人都要蹲在如此狹小的車箱內。初期裝甲版只有5.5毫米厚，後來因為防護性能太差而改為11毫米厚，但全車重量亦增加至13.5噸。

## 一戰服役史
施耐德CA1坦克第一次參加戰鬥是1917年4月16日發動的第二次埃納會戰，全數參與戰役的CA1都部署於法國北部的貝里歐巴克地區擔任攻擊任務，一共有約130輛施耐德CA1坦克參加戰鬥，其中有57輛被德軍火炮完全擊毀。
到1918年8月為止施耐德CA1含原型車在內共生產了400輛，編成了20個戰車單位，隸屬於埃斯蒂安準將的突擊砲兵司令部。由於施耐德CA1在各次的戰役中表現評價不高，以致在1918年雷諾FT-17輕坦克登場後，施耐德CA1原定生產1500輛的計畫亦宣告中止。

## 一戰之後的服役史
一戰之後，倖存的CA1都被改造成維修車或運輸用車。其中六輛則於1922年賣給西班牙，更參與了在摩洛哥於1923年至1926年的戰爭，戰後剩餘的四輛車亦以西班牙共和國軍的身份參與了西班牙內戰。

## 後續款式
施耐德CA系列亦曾有一些改良的項目，主要是更換為更好的武器或改善砲塔的設計。這些改良的項目型號亦直接稱為CA2、CA3及CA4。CA2及CA3當時已經有樣版車，而CA4則仍在設計圖的階段，亦因為有這些設計，所以量產型的施耐德CA會被稱為CA1。而這些設計都因為雷諾FT-17開始服役而中止開發。

## 現存的戰車

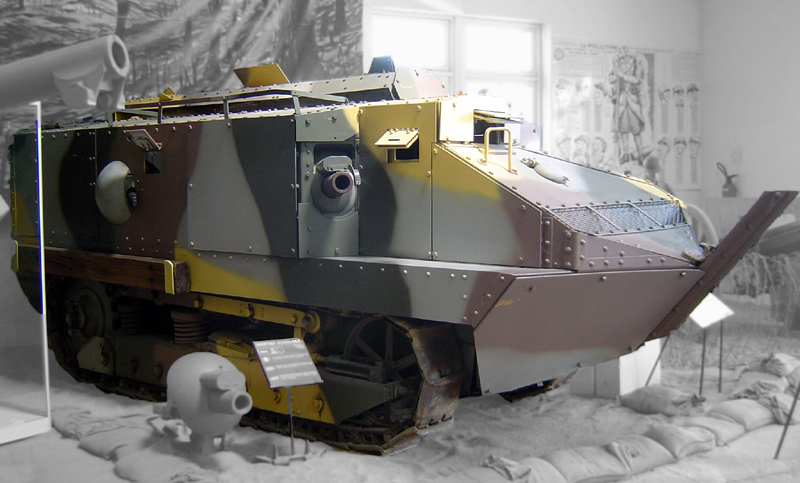
現存的最後一輛施耐德CA1 存放於法國索米尔的索米爾裝甲博物館

現存唯一的CA1正存放在法國索米尔的索米爾裝甲博物館，它亦是現存最古老而又可以運作的戰車。

## 外部連結
- 索米爾裝甲博物館 （页面存档备份，存于）